# ヒューマン・キャピタル
ヒューマン・キャピタル（英: human capital）は、人間が持つ能力（知識や技能）を資本として捉えた経済学（特に教育経済学）の概念。人的資本と表現されることもある。具体的には、資格や学歴として測定される。初期の経済学では単に労働力や労働として捉えられていた。

## 概念
アダム・スミスは道具や器具、建物、土地とともに、固定資本の１つとしてヒューマン・キャピタルをあげている。彼によれば、ヒューマン・キャピタルとは人生経験によって育まれる技能 (skill) や器用さ (dexterity)、判断力 (judgement) である。全国レベルで見れば、ある国においてリーダーから学習する能力はヒューマン・キャピタルの蓄積によるものだといえる。その上、正式な学校教育とOJTを通してヒューマン・キャピタルは獲得できるとした。なお、スミスによれば、ヒューマン・キャピタルと生産的労働力はともに分業に依存したものであり、分業とヒューマン・キャピタルの間に複雑な関係を見出している。
その後、「ヒューマン・キャピタル」という用語が登場するのは、経済開発に関わって書かれたA.W.ルイスの著書『労働の無制限な供給への経済開発』("Economic Development with Unlimited Supplies of Labour", 1954) たと言われている。「ヒューマン・キャピタル」という用語は当初不評であったが、議論の中でアーサー・セシル・ピグーが「物的資本と同様、人的資本 (ヒューマン・キャピタル) への投資も重要だ」と述べることで初めて注目されるようになった。また、現代の新古典派経済学においても、1958年に「Journal of Political Economy」で掲載されたジェイコブ・ミンサーの先駆的な記事『人的資本と所得分布への投資』で登場している。
「ヒューマン・キャピタル」を用いた経済学者で最もよく知られている人物は、先述のミンサーとシカゴ学派のゲーリー・ベッカーである。1964年に発行されたベッカーの著書は、何年間も増刷されるほどの標準的な参考書となった。ベッカーによれば、ヒューマン・キャピタルは工場と同じ「物理的な生産手段」であり、また訓練や教育、医学治療といった形の投資が可能なものである。そして、人の生産能力は労働への見返りの速度に依存する。したがって、ヒューマン・キャピタルは生産の手段であり、追加出資は追加出力をそれにもたらす。ただしヒューマン・キャピタルは、代理が可能ではあるものの、土地や労働、固定資本のように移転可能ではない。

## 知識 (knowledge）と資本 (capital)
ヒューマン・キャピタルを考える際に用いられる「知識 (knowledge)」という言葉は、非常にユニークな形で説明、定義づけされる。労働力（および生産におけるこれ以外の要素）とは異なり、「知識」とは、
- 拡大することが可能 (expandable) であり、利用することにより自ら発展していく(self generating with use)。
- 移動可能 (transportable) であり、共有可能 (shareable) である。

## 批判
労働経済学者の中には、シカゴ学派の理論を批判する者もいる。それは、ヒューマン・キャピタルの観点から賃金や給与の全ての差異を説明しようとするものだからである。主要な代替理論として、マイケル・スペンスやジョセフ・E・スティグリッツによって提唱されたのは「シグナリング理論」である。シグナリング理論によれば、教育はヒューマン・キャピタルを増加させるものではなく、むしろ有能な労働者がその能力を潜在的な雇用主に伝える手段として機能する。それにより、平均以上の賃金を得ることができるのだ。
ヒューマン・キャピタルの概念は無限に伸びるもので、個人の性格や、家族や友人との内部的なつながりといった計り知れない変数も含まれる。この理論は、人的資本以外の要因で従業員の賃金が高くなることを示す研究の一部として、その分野でかなりの注目を集めている。過去数十年の文献で特定された変数には、性別や出生地による賃金の格差、職場での差別、社会経済的地位などがある。
学位の名誉は、教育で得られる知識と同じくらい重要であるかもしれない。これは市場の非完全性、例えば非競合グループや労働市場のセグメンテーションの存在を示唆している。セグメント化された労働市場では、同じスキルを持つ労働市場グループやセグメント間で「ヒューマン・キャピタルのリターン」が異なる。これの一例として、少数民族や女性の従業員に対する差別が挙げられる。
Beckerに続いて、ヒューマン・キャピタルの文献は「特定の」ヒューマン・キャピタルと「一般的な」人的資本の間で区別をしばしば行う。特定の人的資本は、特定の雇用主や産業にのみ有用なスキルや知識を指す。一方、一般的な人的資本（例えば読み書きの能力）はすべての雇用主にとって有用である。経済学者は、企業特有のヒューマン・キャピタルをリスキーとみなしている。なぜなら、企業の閉鎖や産業の衰退により、スキルが移転できなくなるからだ（企業特有の資本の定量的な重要性に関する証拠は未解決である）。
人的資本は、福祉、教育、健康ケア、退職に関する議論の中心となっている。
2004年に、「ヒューマン・キャピタル」（ドイツ語: Humankapital）は、言語学の専門家による審査員によって、ドイツの年間の言葉として不適切で非人道的とされ、個人が格下げされ、経済的に関連する数量に基づいてその能力が分類されるとみなされた。
「ヒューマン・キャピタル」と「人間の発展」はしばしば混同される。国連は「人間開発は、人々の選択を広げ、その福祉を向上させるという両方のプロセスを指す」と提案している。国連の人間の発展指数は、ヒューマン・キャピタルは人間開発の目的への手段に過ぎないと示唆している。